# سرية علي بن أبي طالب (فدك)
سرية علي بن أبي طالب هي أحد سرايا الرسول، أرسل فيها علي بن أبي طالب إلى بني سعد بن بكر بفدك، وفدك قرية بالقرب من خيبر.

## أحداث السرية
وسبب السرية أنه بلغ النبي أن لبني سعد جمعا يريدون أن يمدوا يهود خيبر، وأن يجعلوا لهم تمر خيبر، فبعث إليهم الرسول علي بن أبي طالب في مائة رجل، فسار الليل والنهار إلى أن نزلوا محلا بين خيبر وفدك، فوجدوا به رجلا فسألوه عن القوم، فقال لا علم لي، فشدوا عليه، فأقر أنه عين لهم، وقال أخبركم على أن تؤمنوني، فأّمنوه، فدلهم، فأغاروا عليهم وأخذوا خمسمائة بعير وألفي شاة، وهربت بنو سعد بالظعن، فعزل علي صفي رسول الله لقوحا، قريبة عهد بنتاج تدعى الحفدة، ثم عزل الرسول الخمس وقسم الباقي على أصحابه.